# Млинівська волость
Млинівська волость — адміністративно-територіальна одиниця Дубенського повіту Волинської губернії з центром у містечку Млинів.
Станом на 1886 рік складалася з 22 поселень, 18 сільських громад. Населення — 8462 особи (4170 чоловічої статі та 4292 — жіночої), 816 дворових господарств.
|                     | Площа, десятин | У тому числі орної, десятин |
| ------------------- | -------------- | --------------------------- |
| Сільських громад    | 9961           | 7421                        |
| Приватної власності | 13332          | 5580                        |
| Іншої власності     | 415            | 301                         |
| Загалом             | 23708          | 13302                       |

Основні поселення волості:
- Млинів — колишнє власницьке містечко при річці Іква за 14 верст від повітового міста, 137 осіб, 26 дворів; волосне правління, православна церква, костел, синагога, єврейський молитовний будинок, школа, поштова станція, базар по неділях.
- Аришчин — колишнє власницьке село при річці Іква, 315 осіб, 43 двори, православна церква, постоялий будинок.
- Береги — колишнє власницьке село при річці Іква, 251 особа, 47 дворів, православна церква, постоялий будинок, водяний млин.
- Великі Дорогостаї (Пугачове, Красна Гора, Турецька Гора, Боярка) — колишнє власницьке село, 722 особи, 101 двір, православна церква, постоялий будинок, водяний млин.
- Головчиці — колишнє власницьке село, 161 особа, 33 двори, православна церква, постоялий будинок.
- Добрятин — колишнє власницьке село при річці Іква, 442 особи, православна церква, католицька каплиця, постоялий будинок.
- Коблин — колишнє власницьке село, 180 осіб, 24 двори, православна церква, костел.
- Малі Дорогостаї  — колишнє державне село, 300 осіб, 43 двори, православна церква, постоялий будинок.
- М'ятин — колишнє власницьке село при річці Іква, 310 осіб, 39 дворів, православна церква, постоялий будинок.
- Остріїв — колишнє власницьке село, 333 особи, 41 двір, кладовищенська православна церква, постоялий будинок, водяний млин.
- Пекалів — колишнє державне село при річці Іква, 181 особа, 25 дворів, православна церква.
- Підгайці — колишнє власницьке село, 209 осіб, 25 дворів. Поряд колонія чехів із 132 жителями, молитовнею, постоялим будинком, лавкою.
- Смордва — колишнє власницьке село, 735 осіб, 108 дворів, православна церква, постоялий будинок, 2 водяних млини.
- Ужинець — колишнє власницьке село, 277 осіб, 41 двір, кладовищенська каплиця, постоялий будинок.
- Хорупань — колишнє власницьке село при струмку, 389 осіб, 58 дворів, православна церква, постоялий будинок.

## Після 1920р.
Волость існувала до 1920 р. у складі Дубенського повіту Волинської губернії. 18 березня 1921 року Західна Волинь анексована Польщею. У Польщі існувала під назвою ґміна Млинув Кременецького повіту Волинського воєводства в тому ж складі, що й до 1921 року. 
На 1936 рік гміна складалася з 50 громад:
1. Аршичин — село: Аршичин;
2. Адамівка — колонія: Адамівка;
3. Береги — село: Береги;
4. Божкевичі — село: Божкевичі та військове селище: Пляцувка;
5. Брищі — село: Брищі;
6. Боярка — село: Боярка;
7. Хорупань — село: Хорупань;
8. Черець — колонія: Черець;
9. Червона Гора — села: Червона Гора і Турецька Гора;
10. Добрятин — село: Добрятин;
11. Добрятинські Новини — село: Добрятинські Новини, колонія: Куца та фільварок: Костянтинівка;
12. Дорогостаї Малі — села: Мантин і Дорогостаї Малі;
13. Дорогостаї Чеські — село: Дорогостаї Чеські та колонія: Франківщина;
14. Головчиці — село: Головчиці та колонія: Гайки;
15. Гончариха — колонія: Гончариха;
16. Іванівка — колонія: Іванівка та військове селище: Божкевичі-Косареве;
17. Коблин — село: Коблин;
18. Каролінка — село: Каролінка;
19. Косареве — село: Косареве;
20. Кораблище — село: Кораблище та колонії: Панасиха, Пилипиха, Сліпитище і Стовпище;
21. Лібанівка — колонія: Лібанівка;
22. Людвиківка — колонія: Людвиківка;
23. Маслянка — село: Маслянка;
24. Мальоване — колонія: Мальоване;
25. Марушин — колонія: Марушин;
26. Мятин — село: Мятин;
27. Млинів — село: Млинів та фільварок: Млинів;
28. Млинів — містечко: Млинів;
29. Муравиця — село: Муравиця та колонія: Кражки;
30. Муравиця — містечко: Муравиця;
31. Московщина — село: Московщина;
32. Мечиславівка — колонія: Мечиславівка;
33. Новини Чеські — село: Новини Чеські та колонія: Муравщина;
34. Озліїв — село: Озліїв;
35. Остріїв — село: Остріїв;
36. Пугачівка — село: Пугачівка;
37. Підгайці Чеські — село: Підгайці Чеські та хутір: Миколаївка;
38. Підгайці Руські — село: Підгайці Руські;
39. Панська Долина — колонії: Панська Долина і Діброва;
40. Перевередів — село: Перевередів;
41. Пекалів — село: Пекалів;
42. Радів — колонія: Радів;
43. Смордва — село: Смордва, колонія: Берестечко, Клин-Смордевський і Запуст, фільварки: Лехів і Смордва;
44. Стоморги — колонії: Стоморги і Грабівець та військове селище: Млинів;
45. Ужинець — село: Ужинець та фільварок: Ужинець;
46. Вацлавин — село: Вацлавин;
47. Владиславівка — колонія: Владиславівка;
48. Софіївка — колонії: Олександрівка, Юліанівка, Рудка і Софіївка;
49. Зади — село: Зади.

Після радянської анексії західноукраїнських земель ґміна ліквідована у зв'язку з утворенням Млинівського району.